# Joss Stone
Joss Stone, född Jocelyn Eve Stoker den 11 april 1987 i Dover i England, är en brittisk soulsångerska. Stones andra album Mind, Body & Soul nådde förstaplatsen på UK Albums Chart.
Hon har medverkat i filmen Eragon som häxan Angela samt som Anna av Kleve i dramaserien The Tudors. 
Skivan The Soul Sessions innehåller endast covers på andras låtar men Mind, Body & Soul innehåller Stones eget material.
Hon medverkade år 2010 på ex-beatlen Ringo Starrs album Y Not. 2022 lanserade hon en podcast om lycka som heter A Cuppa Happy.

## Diskografi

### Studioalbum
- The Soul Sessions (2003)
- Mind, Body & Soul (2004)
- Introducing Joss Stone (2007)
- Colour Me Free (2009)
- LP1 (2011)
- The Soul Sessions Vol. 2 (2012)
- Water for Your Soul (2015)
- Mama Earth (2017)
- Your Remixes of Water or Your Soul (2019)
- Never Forget My Love (2022)

### Singlar
- "Fell in Love with a Boy" (26 januari 2004; cover på "Fell in Love with a Girl" av The White Stripes)
- "Super Duper Love" (10 maj 2004; cover på Sugar Billys låt)
- "You Had Me" (13 september 2004)
- "Right to Be Wrong" (29 november 2004)
- "Spoiled" (14 mars 2005)
- "Don't Cha Wanna Ride" (4 juli 2005)
- "Tell Me 'bout It" (6 februari 2007)
- "Tell Me What We're Gonna Do Now" (11 juni 2007)
- "Baby Baby Baby" (23 december 2007)